# Dual in-line package

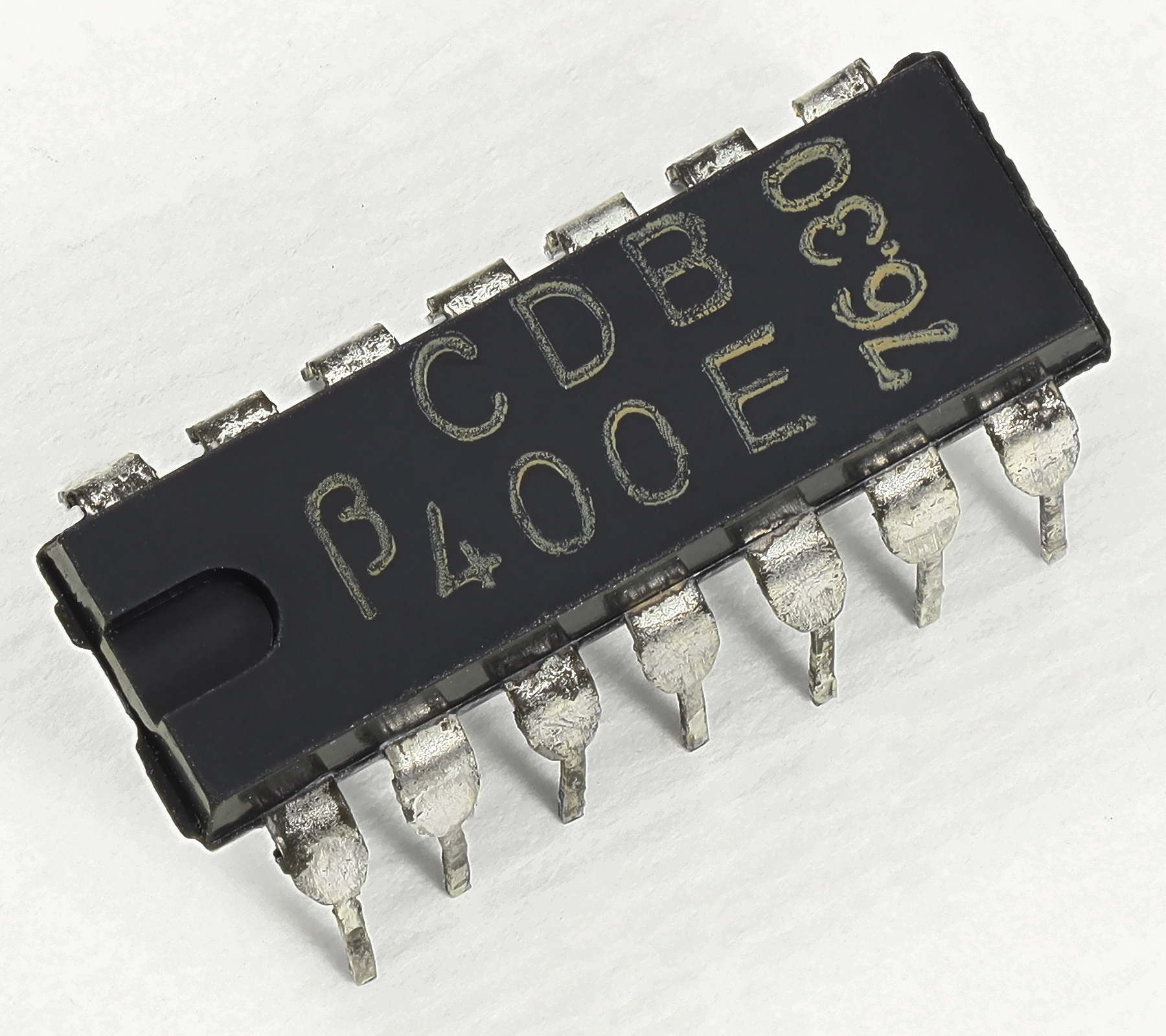
CDB400 = un circuit integrat logic din seria 7400, capsula DIP14 fabricat la IPRS Băneasa, România, 1976

În microelectronică, o capsulă tip DIL/DIP (traducere mot-à-mot: Capsulă Duală În Linie – DIL sau DIP (dual in-line package)), este o capsulă pentru componente electronice cu o carcasă dreptunghiulară și două rânduri paralele de pini pentru conectarea electrică, dispuse pe laturile mai lungi și îndoite astfel încât să fie aproape perpendiculare pe suprafața dreptunghiului. Capsula poate fi montată pe o placă de circuit imprimat (PCB) prin găurile date sau introdusă într-un soclu dedicat. În general, indicația DIL-DIP este urmată de un număr care indică cantitatea totală de pini ai dispozitivului, de exemplu DIP14 are 14 de pini, câte 7 pini pentru fiecare latură mai lungă.

## Istorie
Formatul dual in-line a fost inventat de Don Forbes, Rex Rice și Bryant Rogers la Fairchild R&D în 1964, când numărul limitat de conexiuni disponibile la capsulele de tranzistor circulare a devenit o limitare în utilizarea circuitelor integrate.
Circuitele din ce în ce mai complexe au necesitat mai multe legături pentru semnale și pentru alimentare, iar în cele din urmă, microprocesoarele și dispozitivele cu un număr mare de fire pentru conexiuni externe, au necesitat și mai multe legături decât ar putea fi puse într-o capsulă DIP, ceea ce a condus la dezvoltarea ulterioară de capsule pentru circuite cu densitate mai mare, din seria chip carrier(conexiuni pe toate cele patru laturi). În plus, capsulele pătrate și dreptunghiulare au făcut mai ușoară redirecționarea traseelor circuitelor imprimate sub circuitele integrate.

## Detalii constructive

### Variante
Clasa circuitelor integrate încapsulate DIP are câteva subcategorii notate DIPnn, unde n reprezintă numărul total de pini. De exemplu, o capsulă de microcircuite cu două rânduri de opt pini verticali ar fi un DIL16. 
Fotografia din dreapta sus prezintă un circuit integrat DIP14. 
Capsulele obișnuite DIP au de la minim trei și până la 64 de pini. Se fabrică o gamă largă de tipuri de circuite integrate analogice, digitale și alte componente electronice în pachete DIP, începând de la rețele de tranzistori, comutatoare, diode emițătoare de lumină și rezistențe. Există și mufe DIP pentru cablurile panglică, ce pot fi utilizate cu soclurile standard de circuite integrate.
În funcție de tipul de material din care este realizată capsula, există mai multe variante ale formatului DIP.
- CERDIP sau CDIP Capsulă DIP din ceramică (Ceramic Dual In-line Package). Câteva exemple de circuite CDIP:

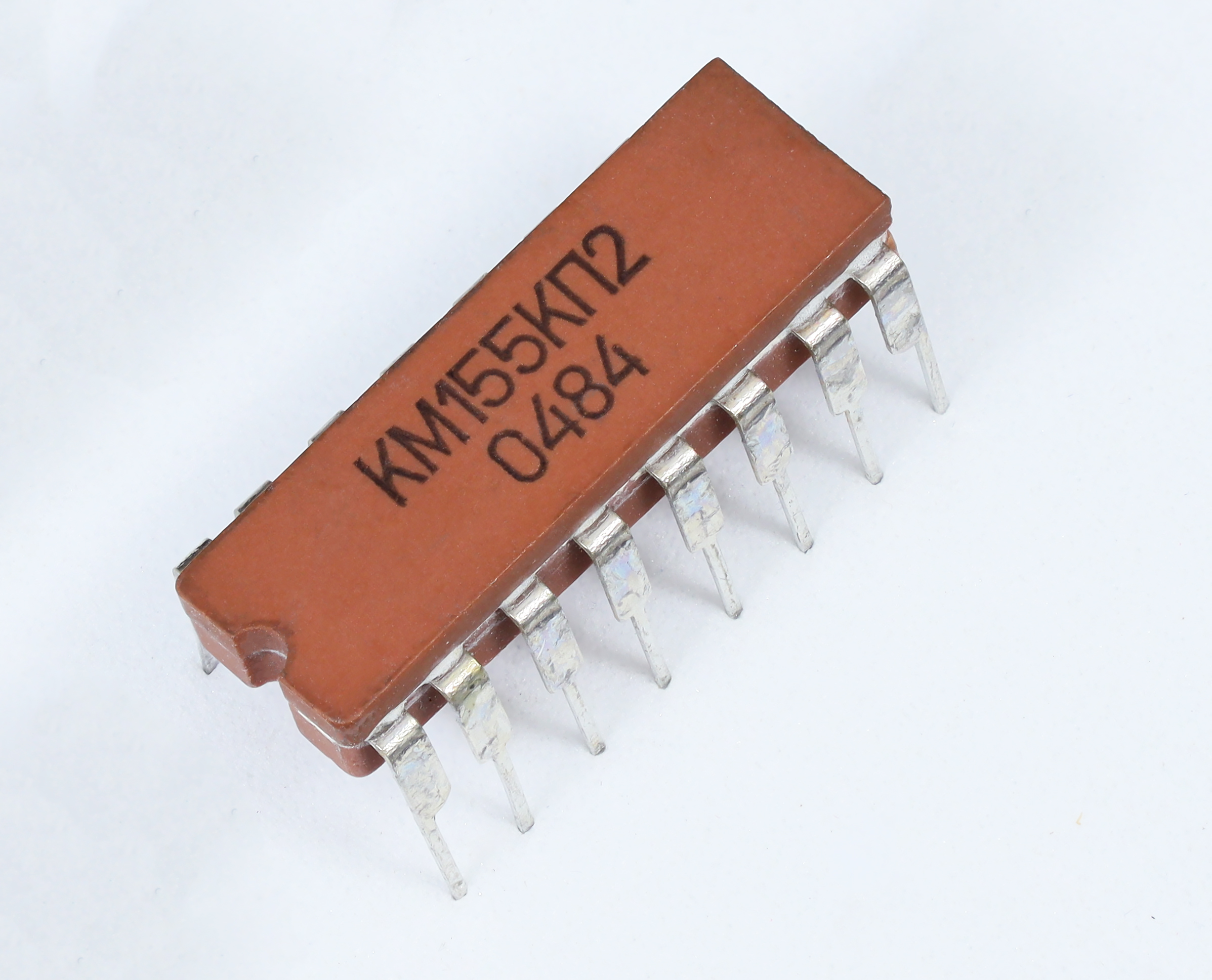
Multiplexer digital dublu CDIP 16 de pini
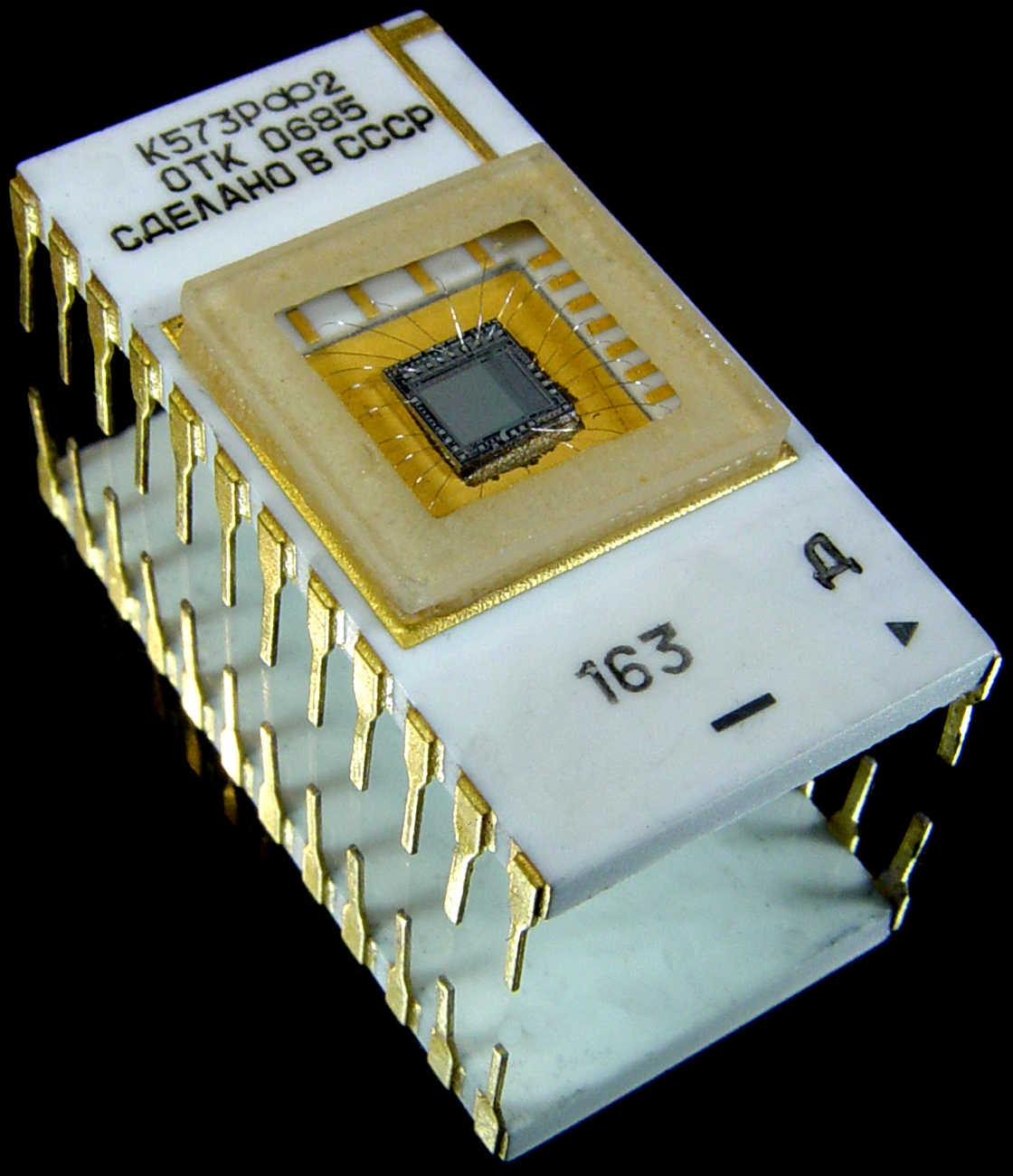
Memorie EPROM - CDIP 24 de pini
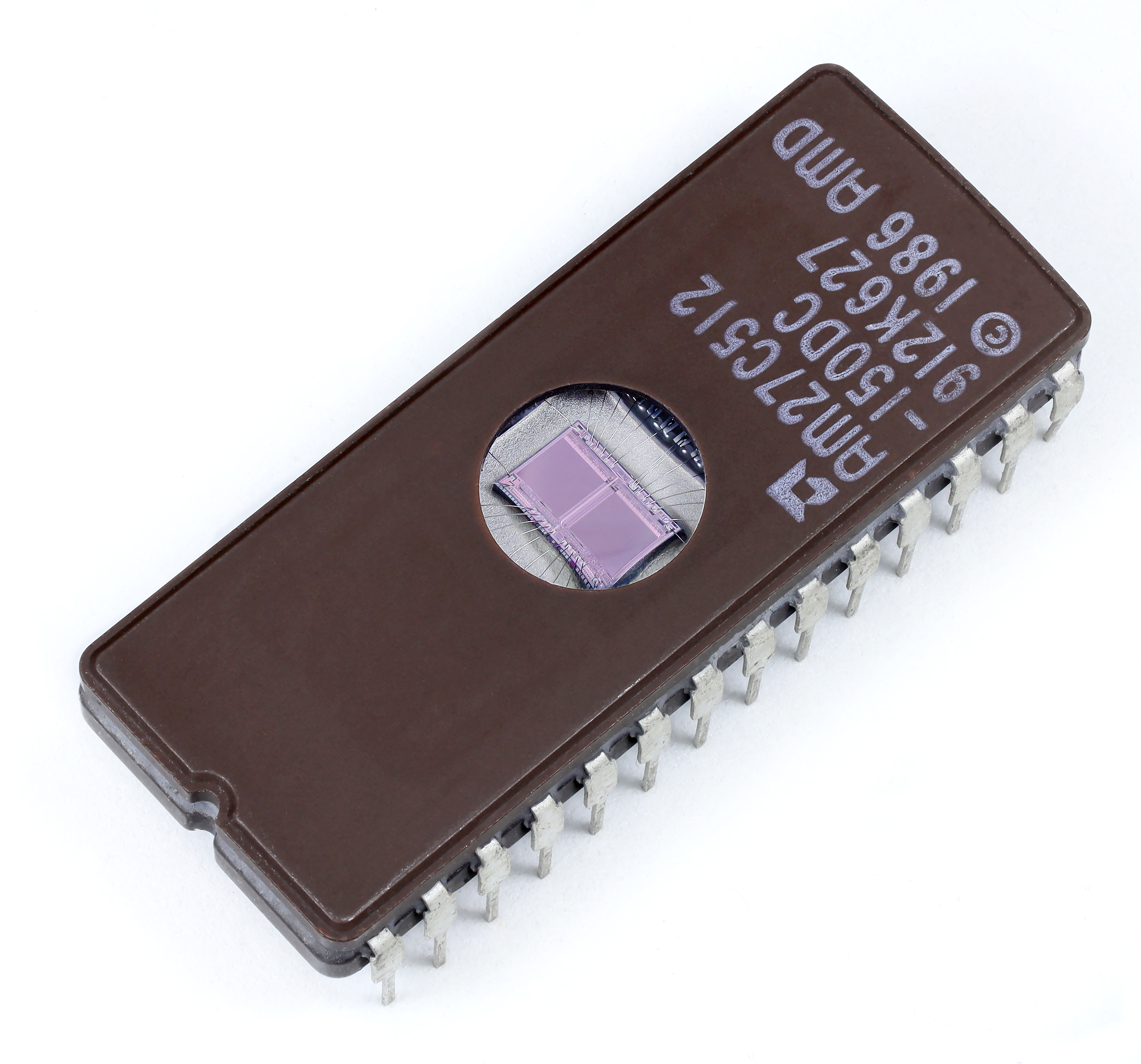
CI memorie EPROM - CDIP 28 de pini
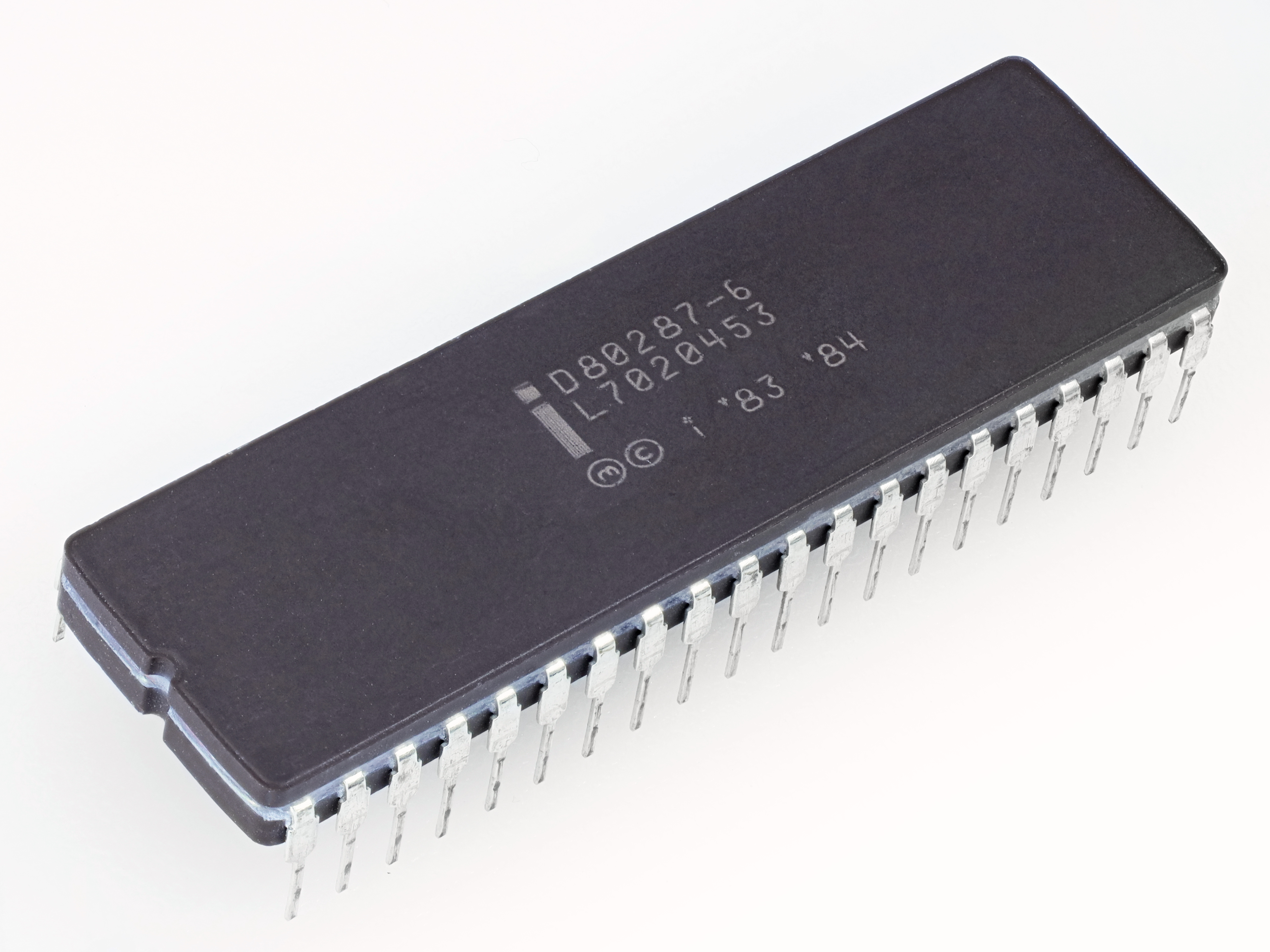
Coprocesor matematic CDIP 40 de pini
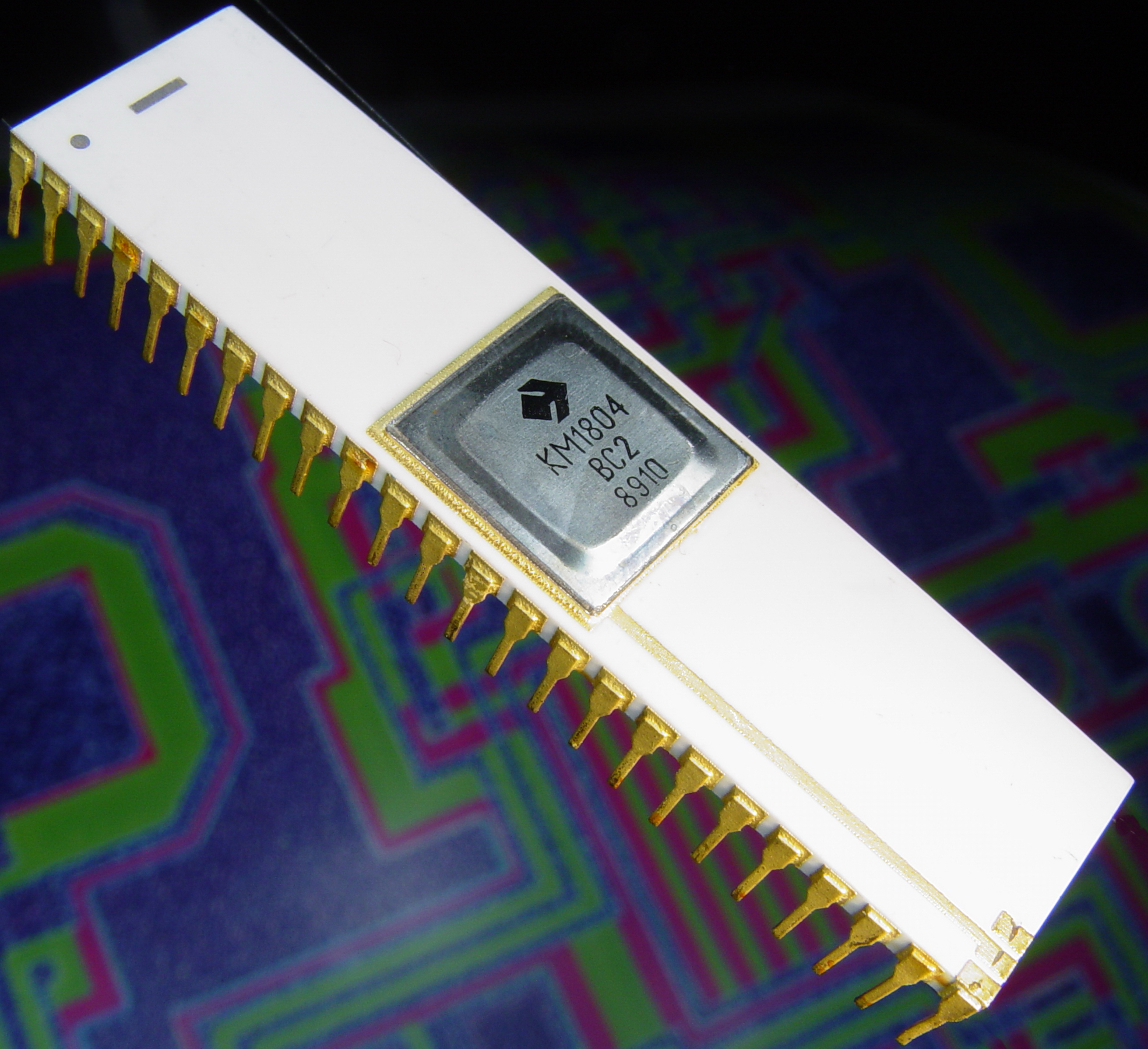
CDIP cu lățimea de 15,24 mm şi 48 de pini

- PDIP Capsulă DIP din materiale plastice (Plastic Dual In-line Package). Câteva exemple de circuite PDIP cu distanța între pini la valoarea standard de 2.54 mm  (100 mils):

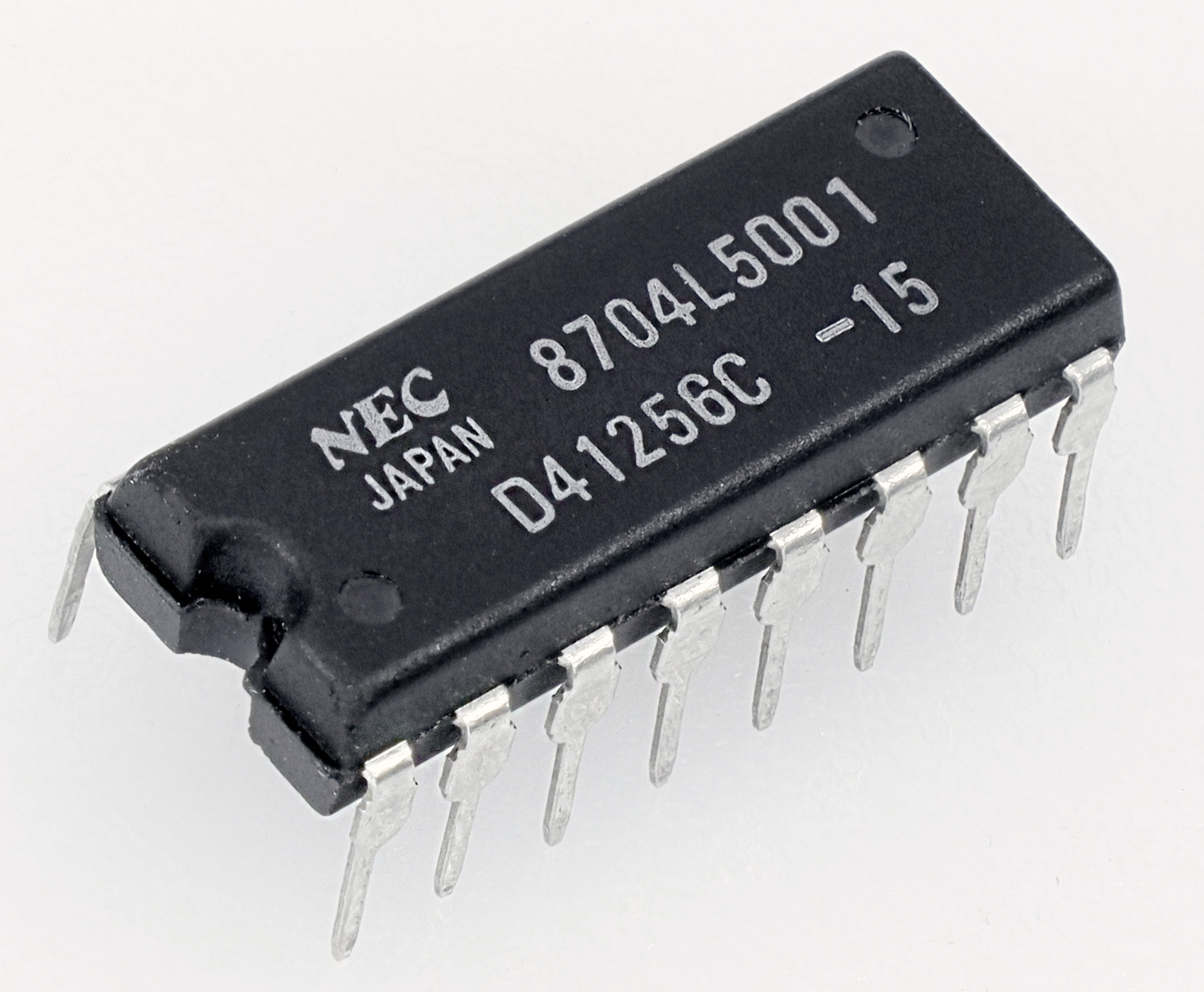
Memorie RAM PDIP 16 de pini
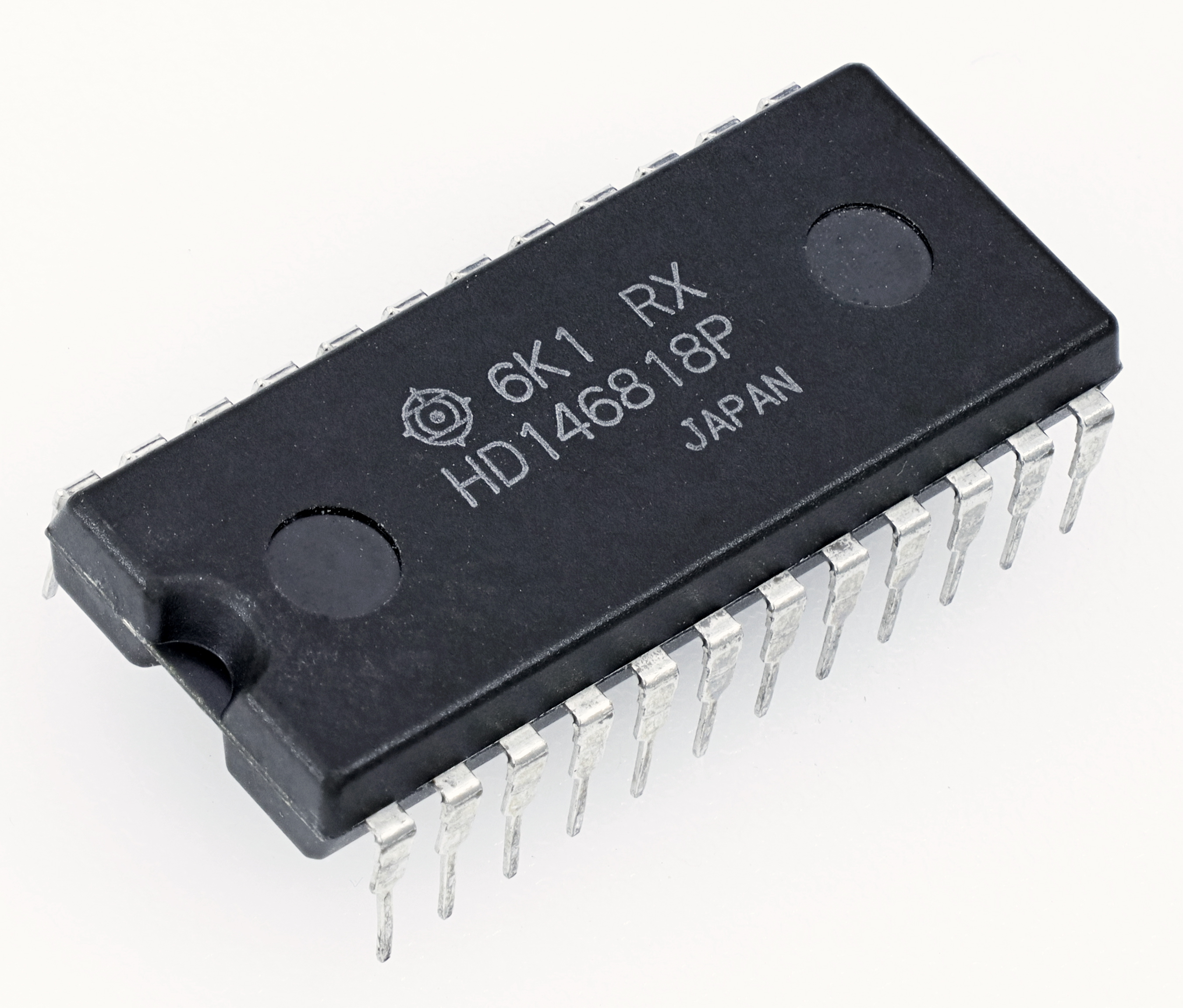
RTC (Real Time Clock) - PDIP 24 de pini
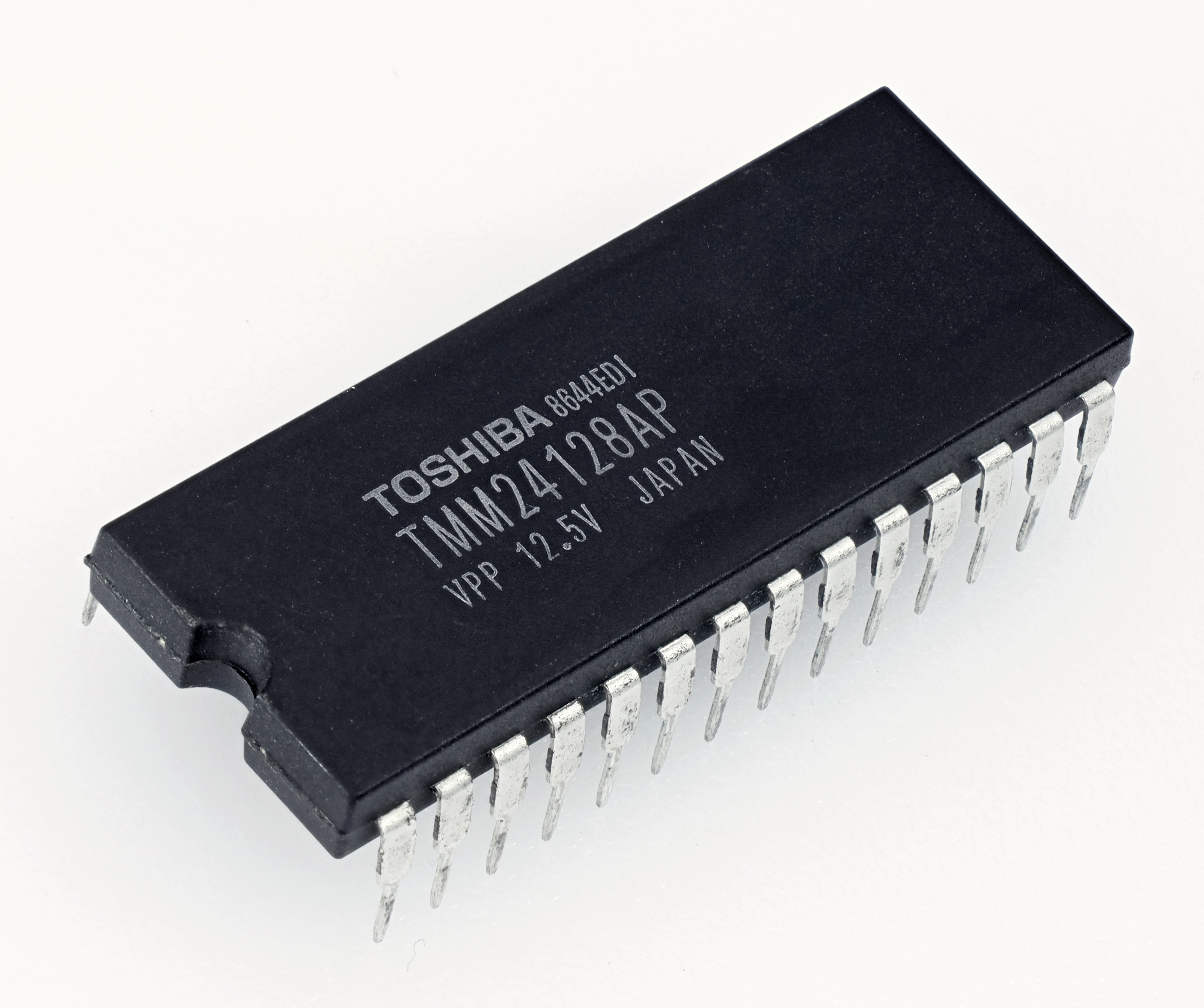
CI memorie PROM - PDIP 28 de pini
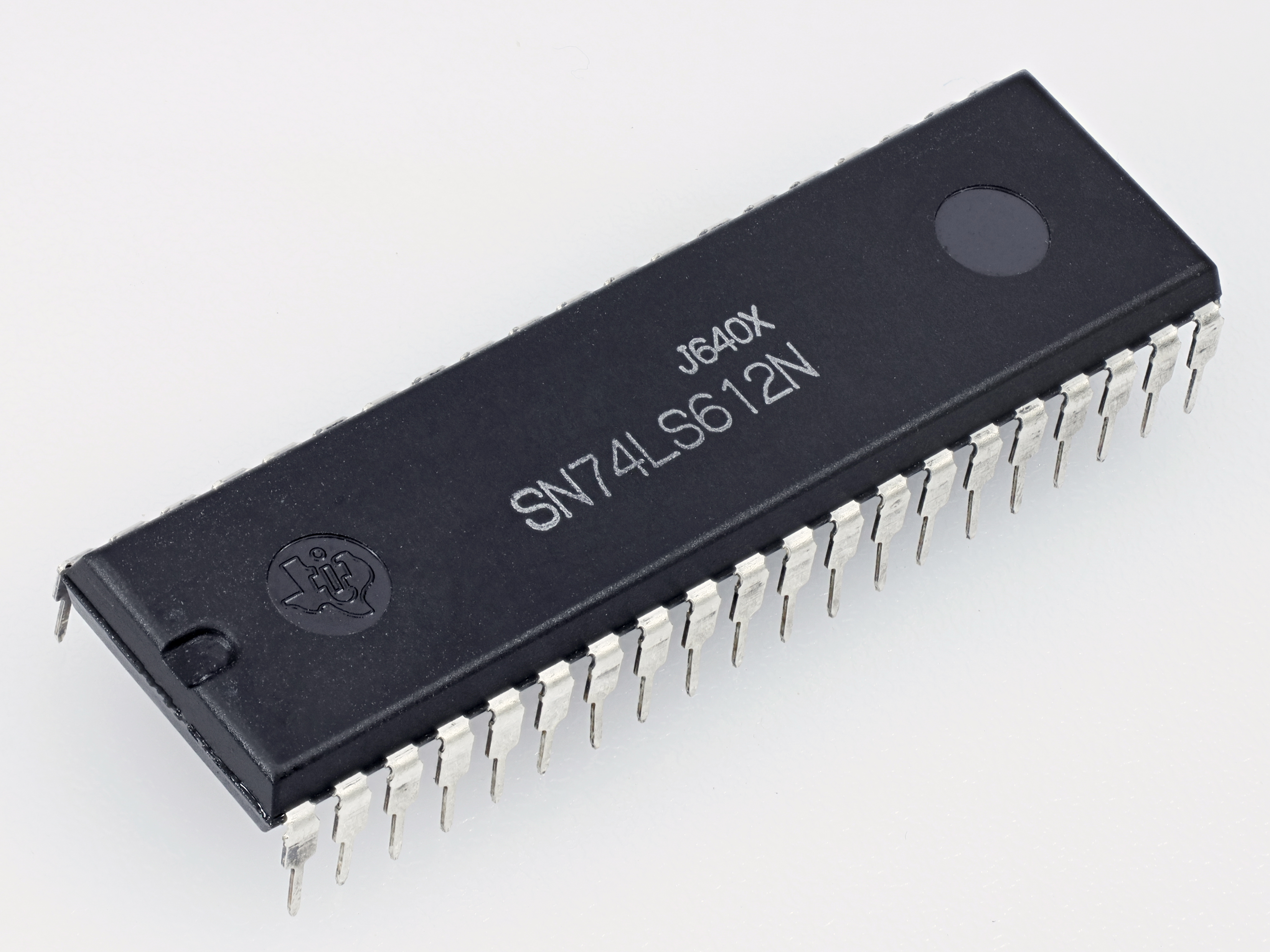
Circuit tip Memory Mapper PDIP 40 de pini
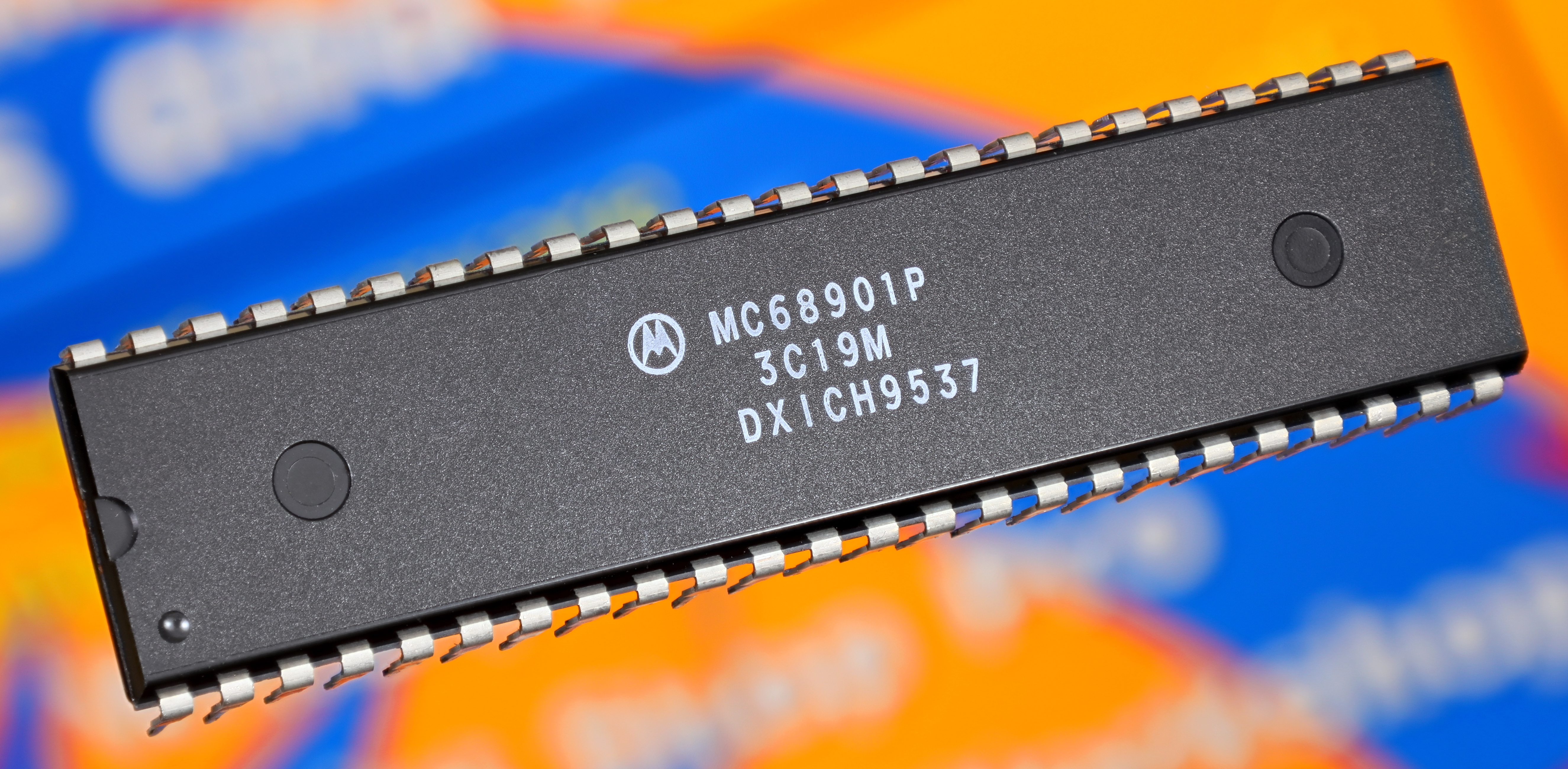
Circuit tip controler interfaţă - PDIP 48 de pini

- SPDIP - (Shrink Plastic Dual In-line Package) -O versiune mai mică a capsulelor PDIP, cu un pas de 1.778 mm(70 mils). Câteva exemple de circuite SPDIP:

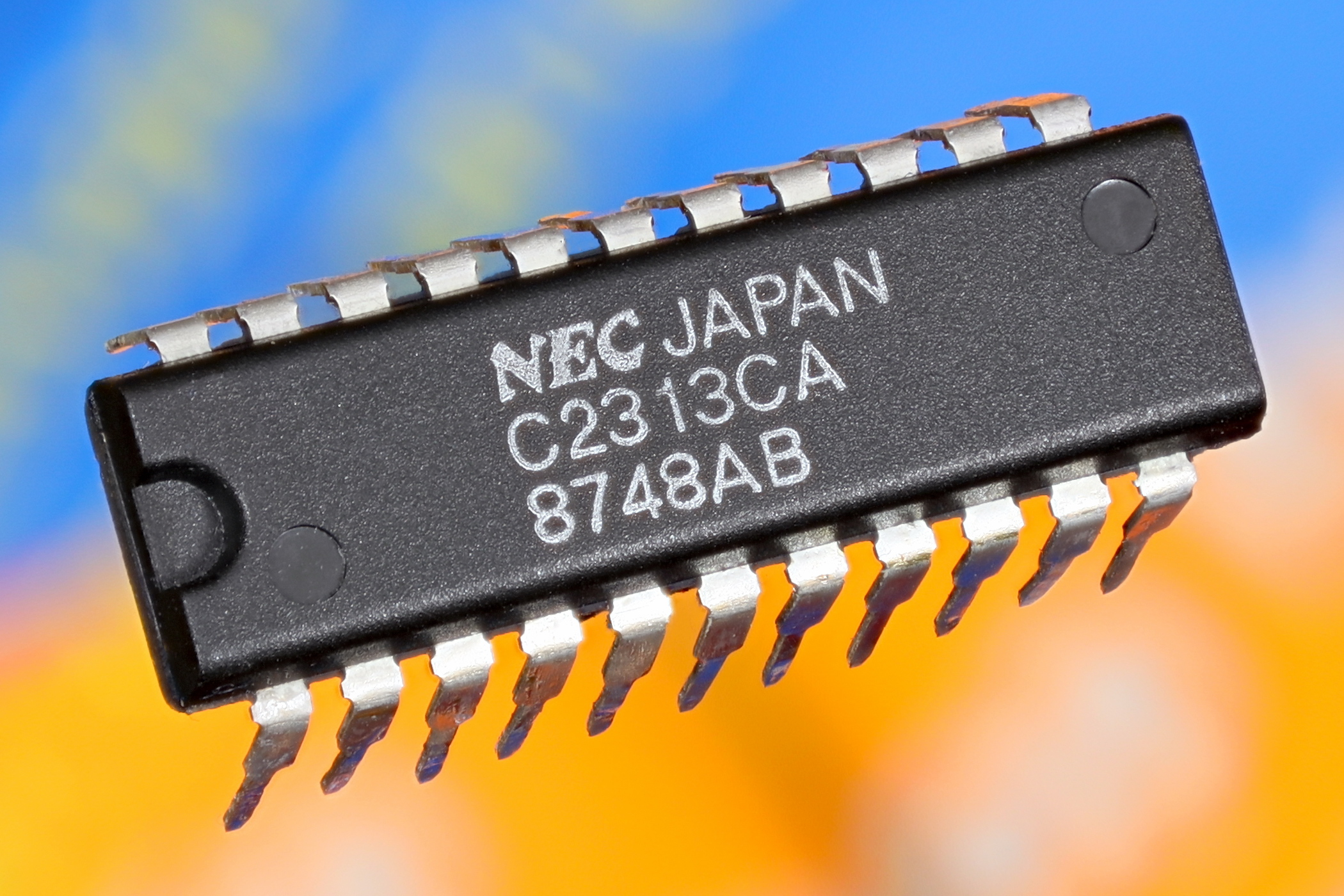
Preamplificator semnal capete video- SPDIP 22 de pini
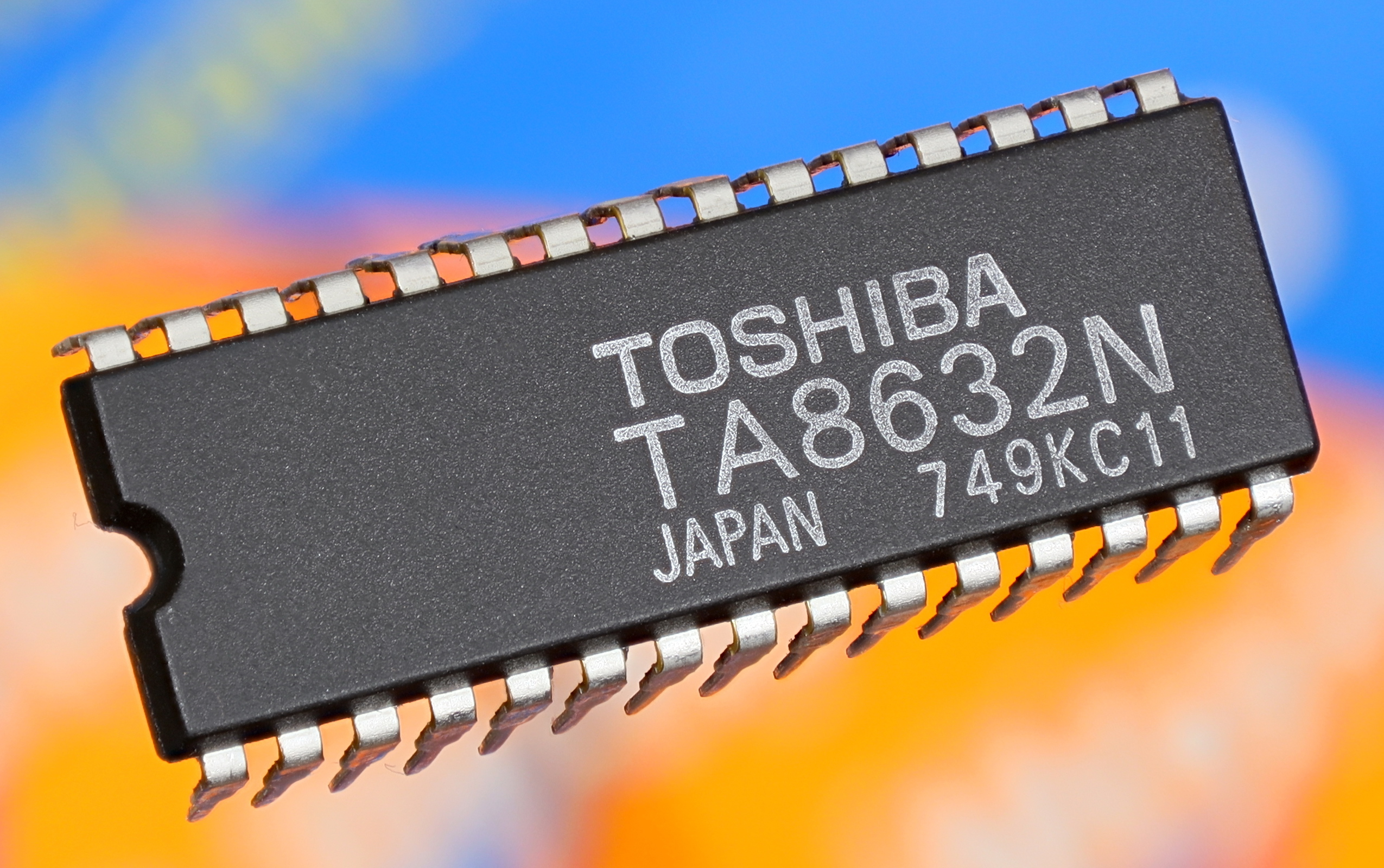
Procesor semnal crominanţă multisistem- SPDIP 30 de pini
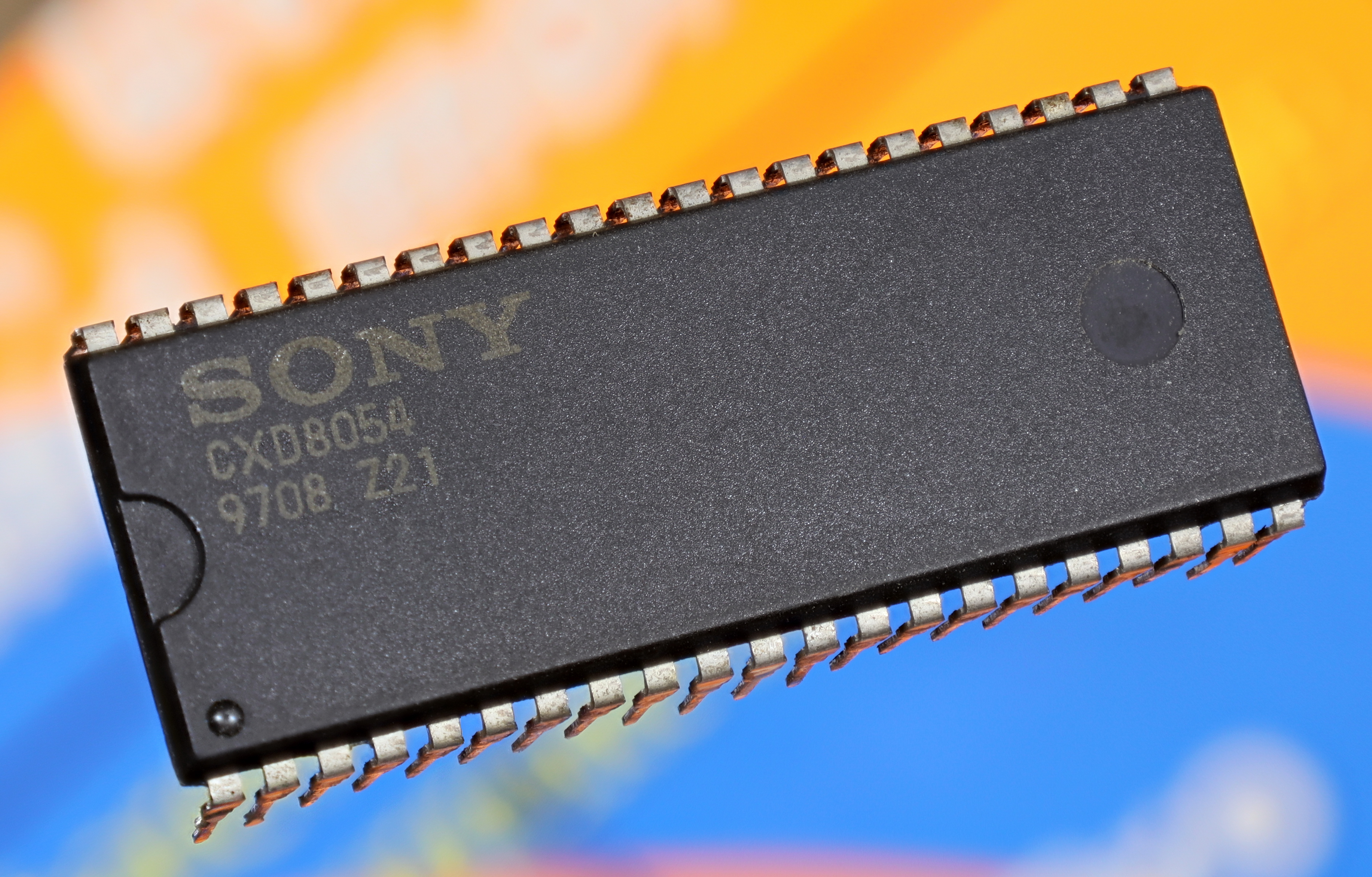
Circuit Integrat - SPDIP 42 de pini
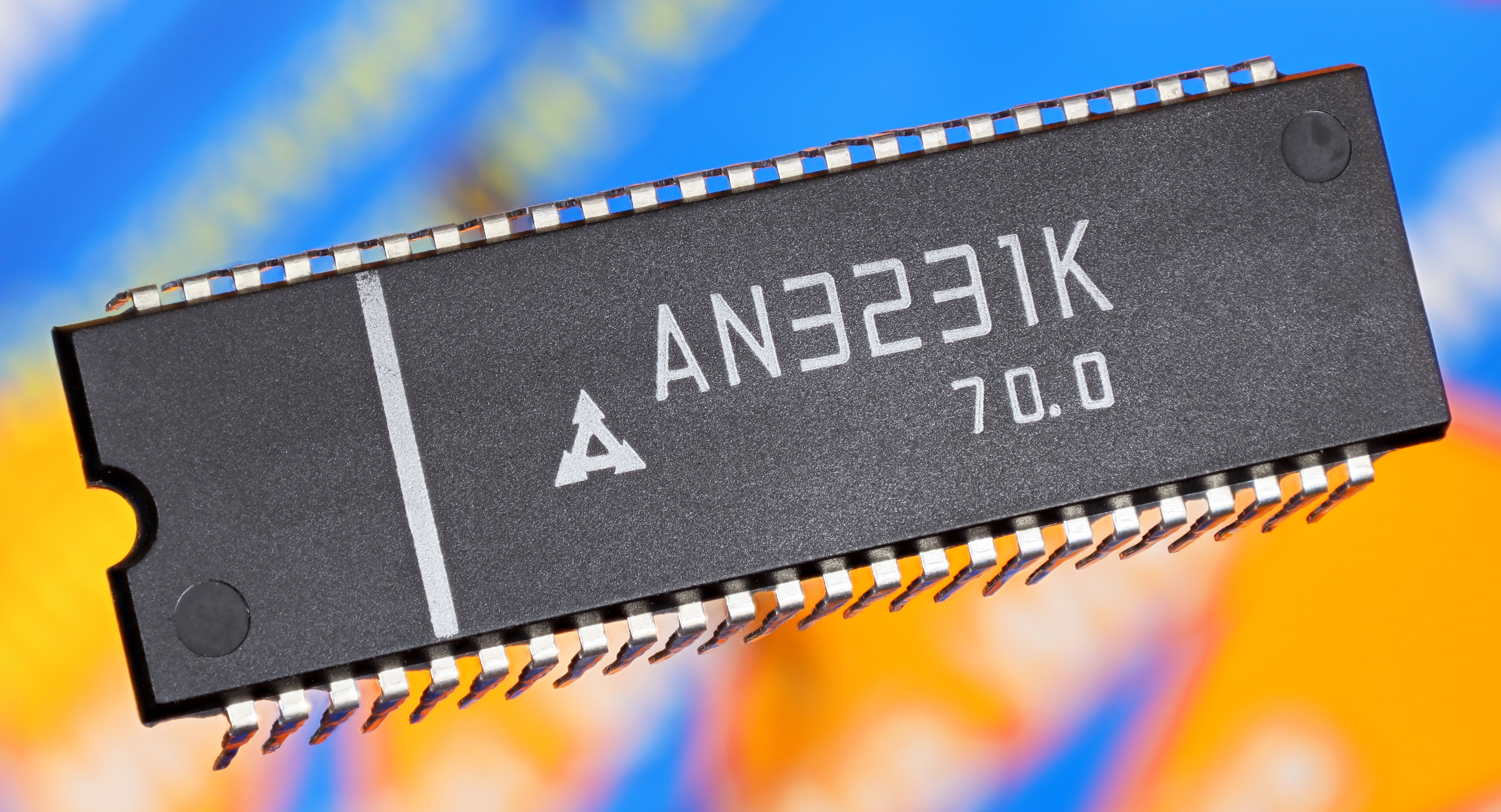
Procesor de semnal video - SPDIP 48 de pini
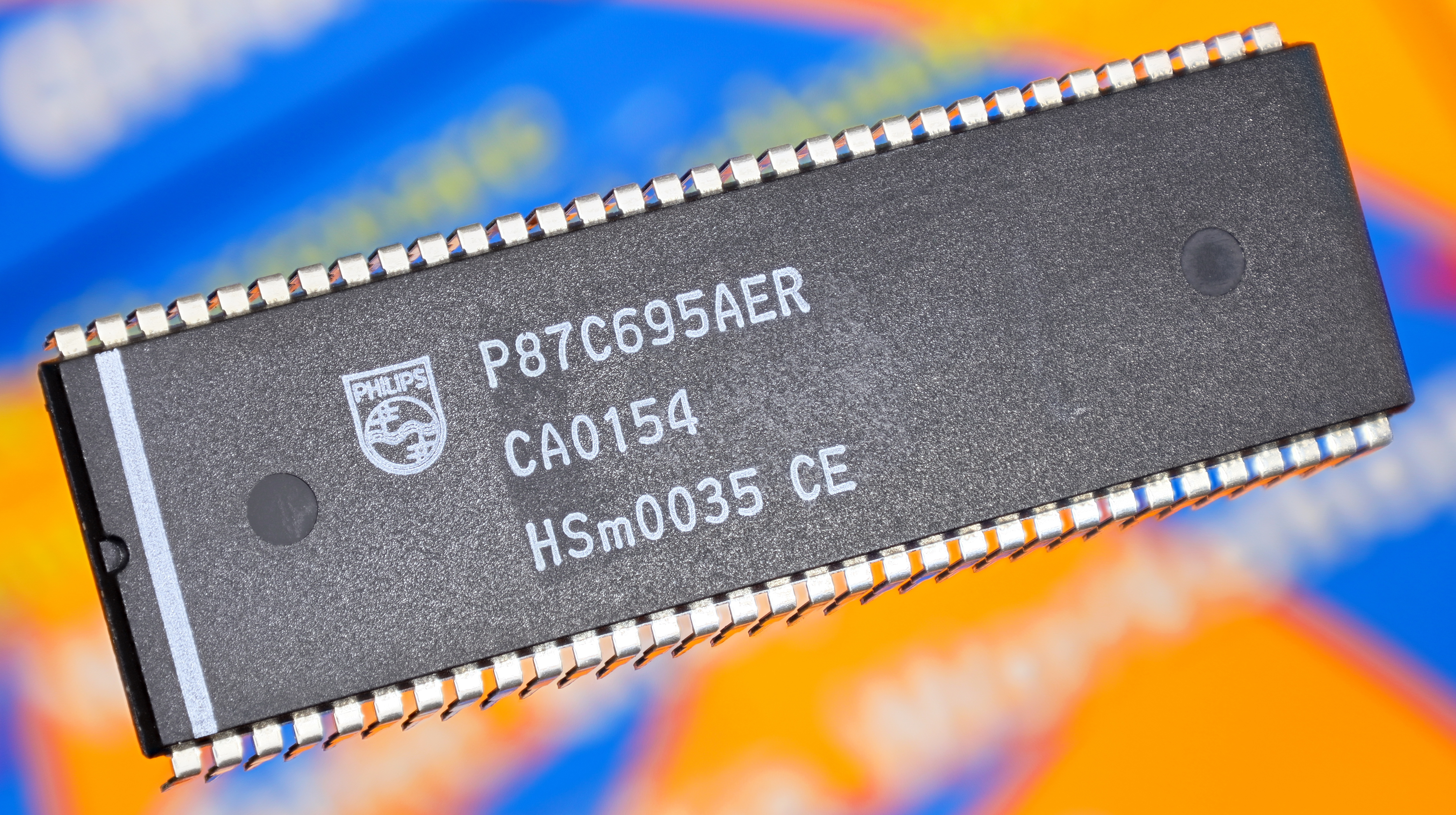
Microcontroler- SPDIP 64 de pini

- Variante DIP atipice, realizate din alte materiale, care au fost fabricate între 1970-1980. Un exemplu prezentat aici, o versiune DIP in carcasă de sticlă. În lumină se poate observa cum sunt aranjate traseele interne pe distanța de la pini la pastila de siliciu.

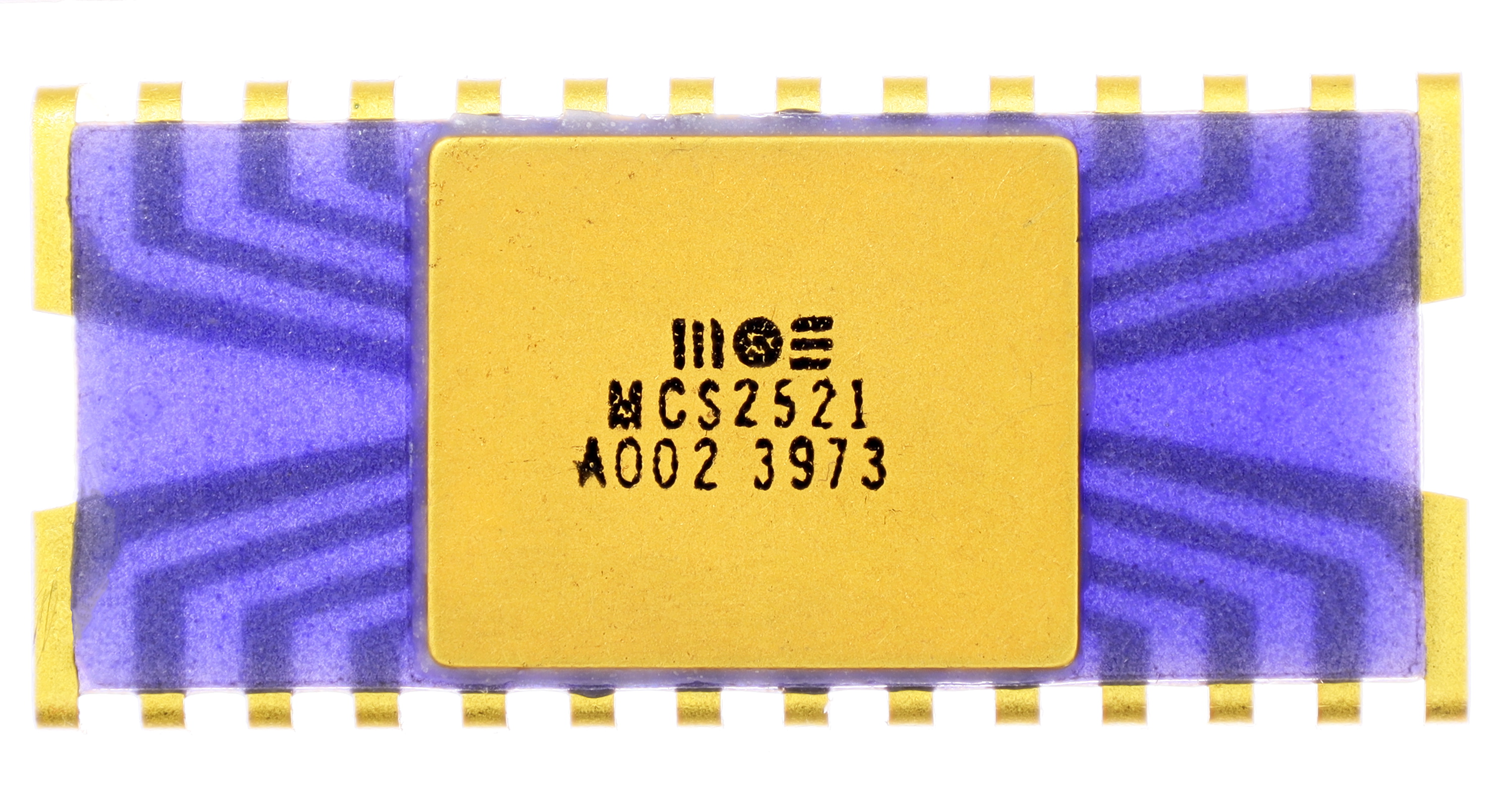
Circuit pentru calculatoare de buzunar, DIP 24 de pini, fabricat în 1973

Uneori, un dispozitiv în format DIP este inserat în socluri speciale lipite pe placa electronică care îl găzduiește. Acest sistem permite înlocuirea cipului în caz de defecțiune și evitarea deteriorării acestuia din cauza căldurii ridicate generate de operația de lipire, dar se crește costul echipamentului. Exemple de socluri pentru circuitele integrate: 

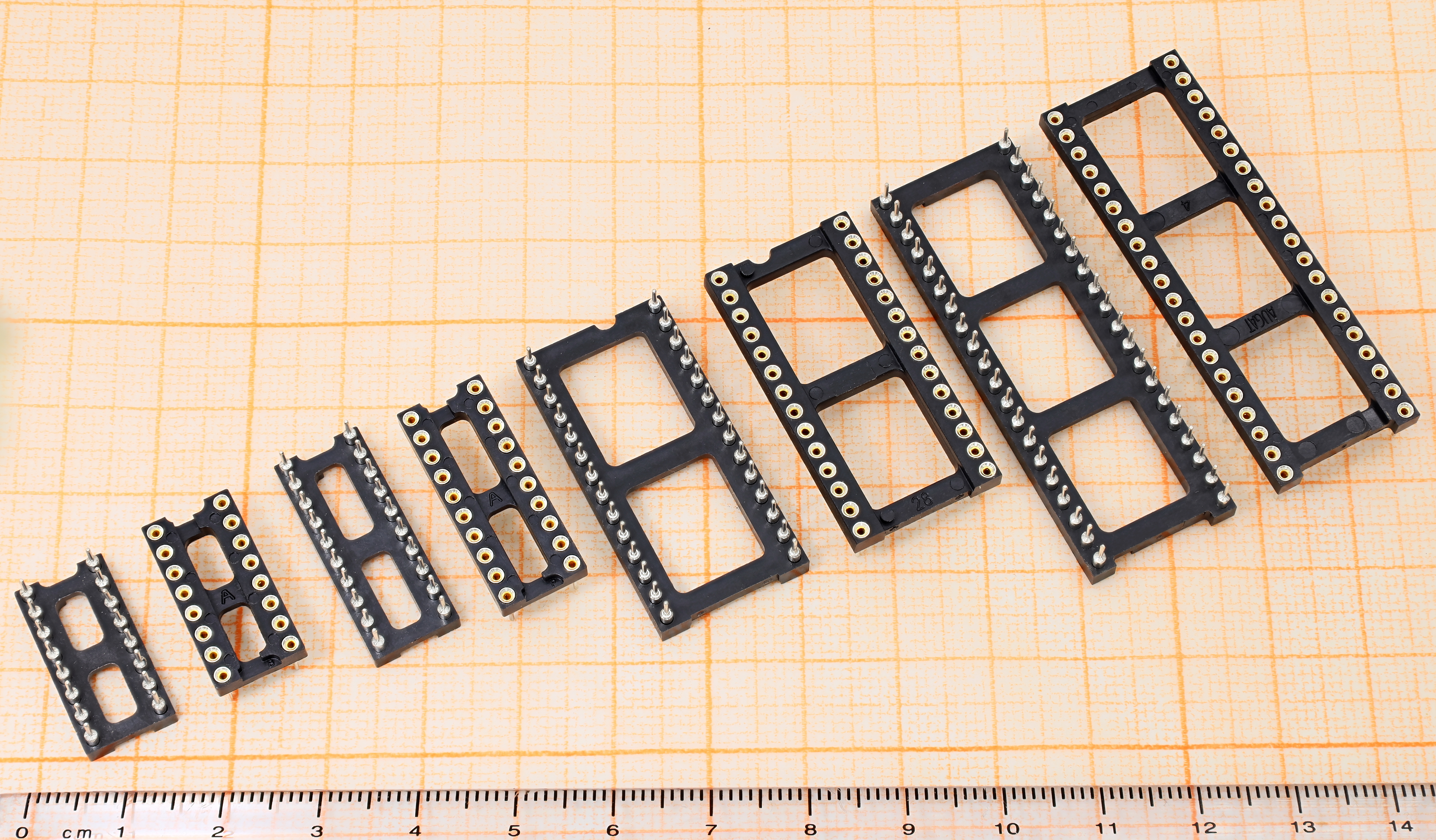
Socluri tip DIP16, DIP20, DIP28 şi DIP40
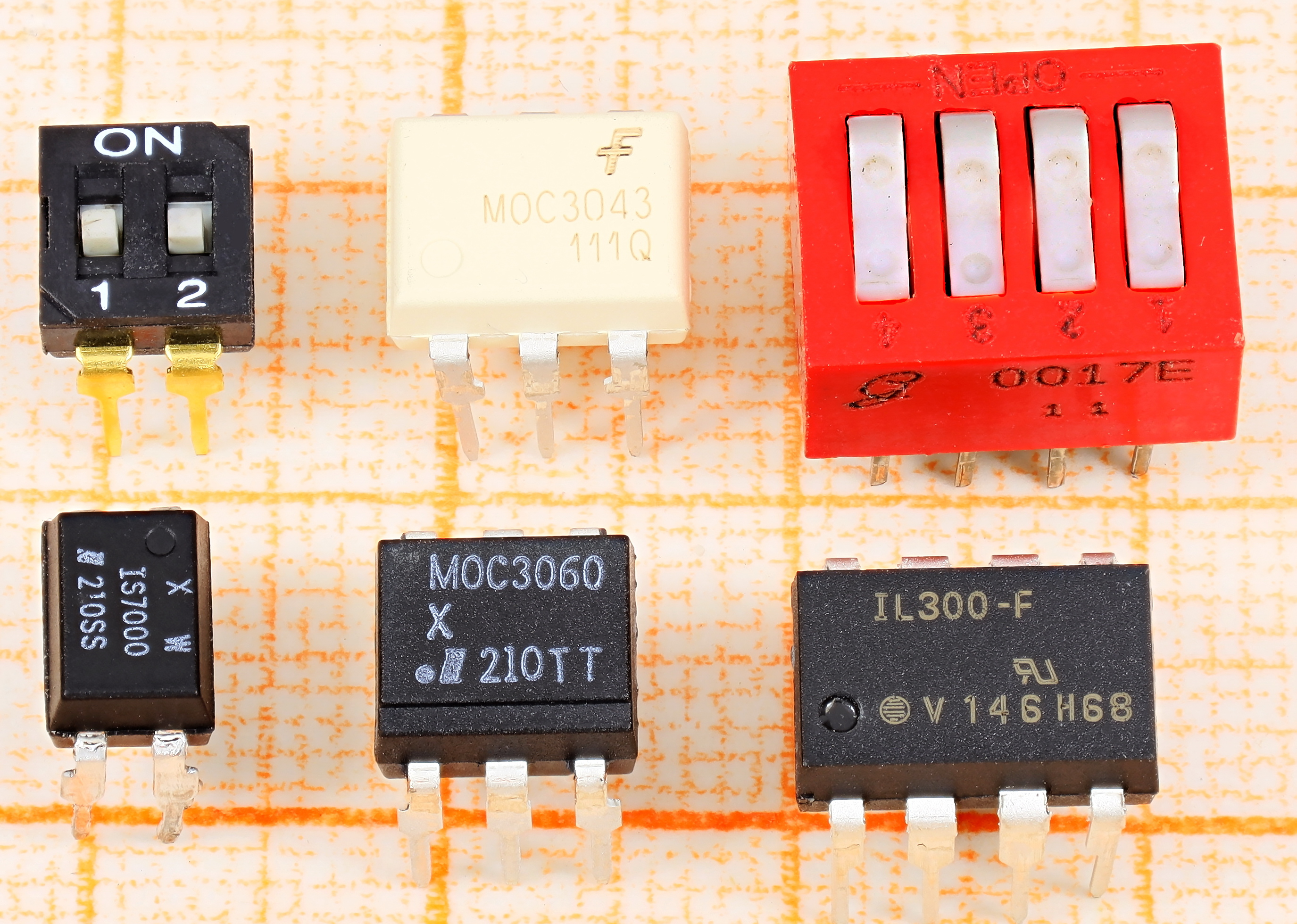
Exemple de componente electronice în capsule DIP4, DIP6, DIP8

### Dimensiuni
DIP-urile uzuale conforme cu standardele JEDEC au distanța dintre pini de 2,54 mm (0,1 inch sau 100 mil ) și o lățimi pe două dimensiuni, una îngustă de 7,62 mm (0,3 inch sau 300 mil) și o alta mai lată, dublă, de 15,24 mm (0,6 inch sau 600 mil).
Numărul de pini este uzual un număr par  ) și valorile uzuale pentru DIP-urile de 7,62 mm lățime sunt 8, 14, 16, 18, sau 28 de pini.  Mult mai rar o să întâlnim valori de 4, 6, 20 sau 24 pini la această lățime.
Pentru lățimea de 15,24 mm numărul de pini uzual este 24, 28, 32 și 40 pini; Mult mai rar se întâlnesc valori de 36, 48, 52 și 64 de pini.
Unele dispozitive DIP, cum ar fi afișajele cu LED-uri, releele sau circuitele, înlocuiesc anumiți pini cu o zonă pentru prindere pentru un radiator extern, de aceea se omit anumiti pini; pinii rămași sunt numerotați ca și cum toate pozițiile ar avea conexiuni.

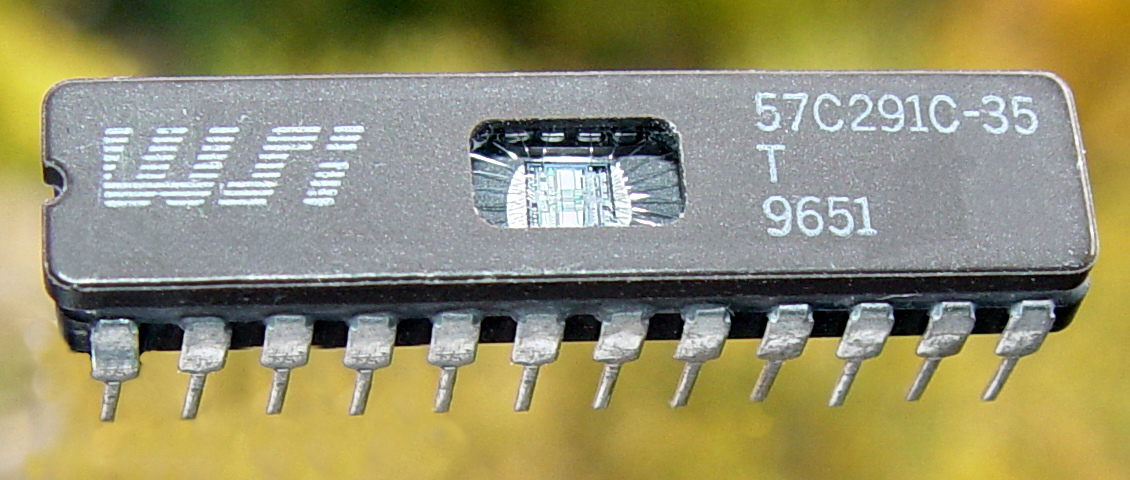
CDIP cu lățimea de 7,62 mm şi 24 de pini
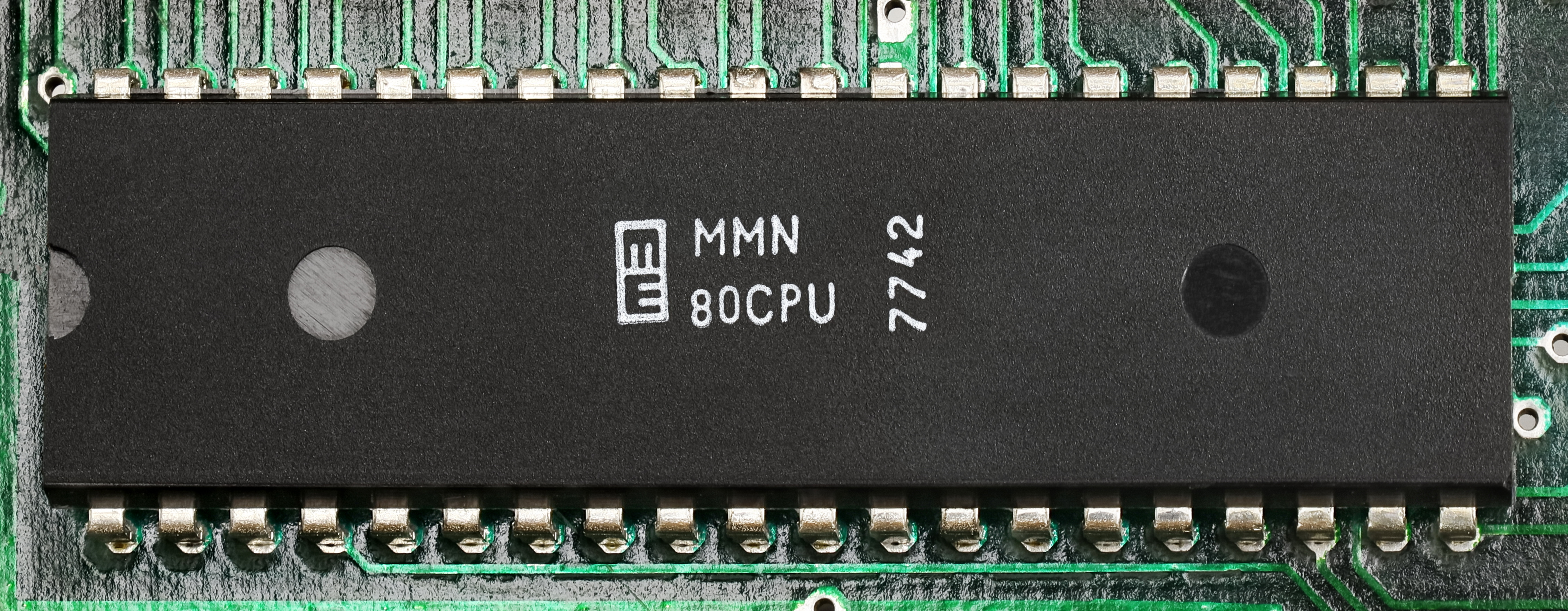
PDIP cu lățimea de 15,24 mm şi 40 de pini
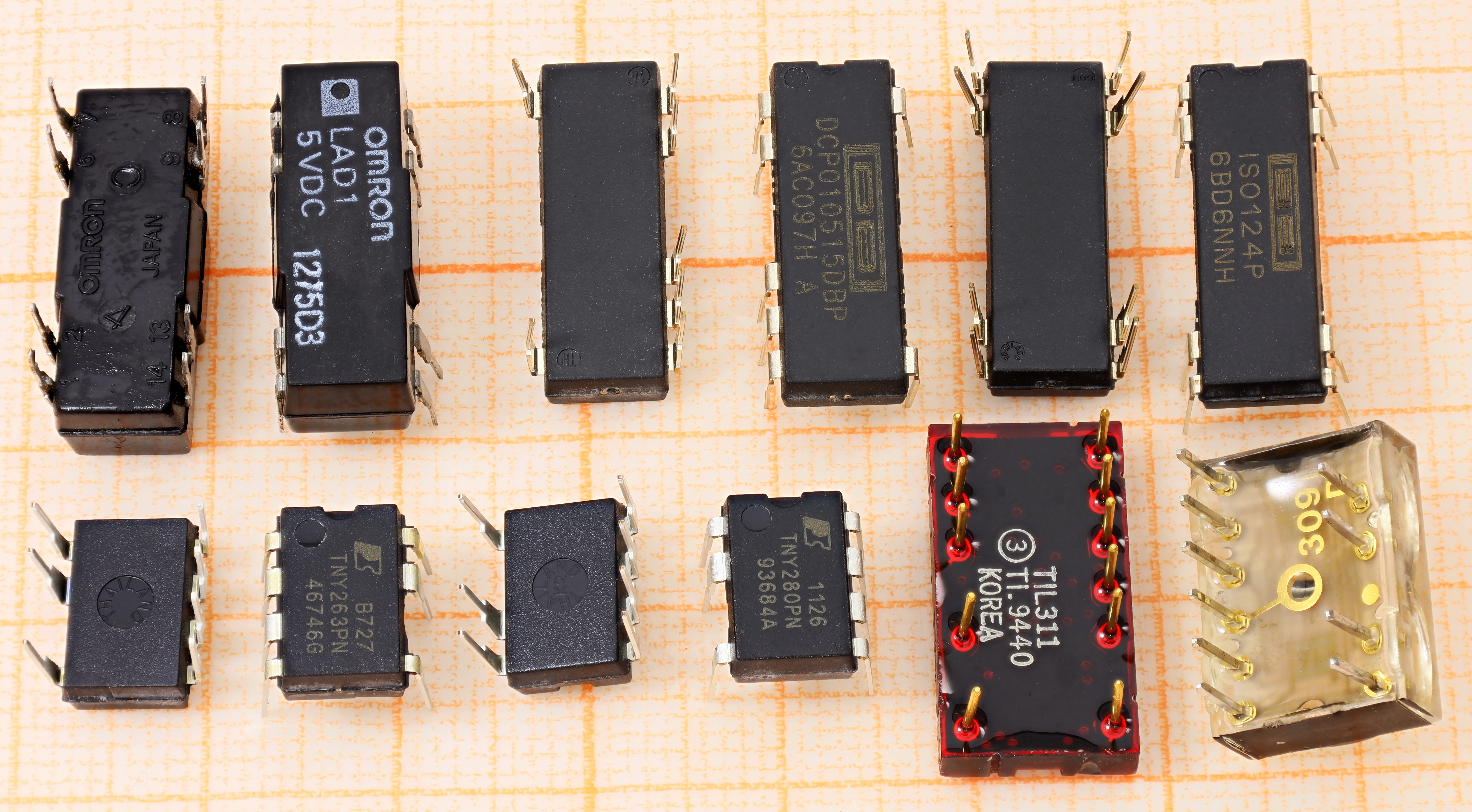
Exemple de circuite DIP la care numărul de pini este mai mic decât numărul standard pentru categoria respectivă.

Unele cipuri, cum ar fi Motorola 68000 și Zilog Z180, au folosit circuite cu 64 de pini, care este numărul maxim utilizat pentru un format DIP, dar lățimea circuitelor este mai mare, cu dimensiuni între 18.8-19.3 mm (aproximativ 20 mm între pinii de inserție) Specificații Z80180 Microprocesor. În fosta Uniune Sovietică a fost utilizat și un format DIP cu un pas de 2,5 mm.

### Orientarea și numerotarea pinilor

Numerotarea pinilor se face în sens invers acelor de ceas

După cum se prezintă în diagrama anexată, legaturile/pinii sunt numerotați consecutiv începând de la pinul cu numărul 1. Carcasa are ca marcaj o crestătura pe una din laturile fără pini. Când circuitul este aranjat cu crestătura de identificare în partea de sus, atunci pinul 1 este cel amplasat în colțul din stânga sus al dispozitivului. Uneori, dar nu este o regulă, pinul 1 este identificat suplimentar cu o adâncitură sau un punct de vopsea.
De exemplu, pentru un DIP cu 14pini, aranjat cu crestătura în partea de sus, pinii din stânga sunt numerotați de la 1 la 7 (începând de sus în jos), iar rândul de pini din dreapta este numerotat de la 8 la 14 (dar aici numărarea va începe de jos în sus). Pe lângă faptul că asigură identificarea vizuală umană a orientării pachetului, crestătura permite mașinilor automate de introducere a cipului să confirme orientarea corectă a cipului prin detectarea mecanică.

### Detalii tehnologice

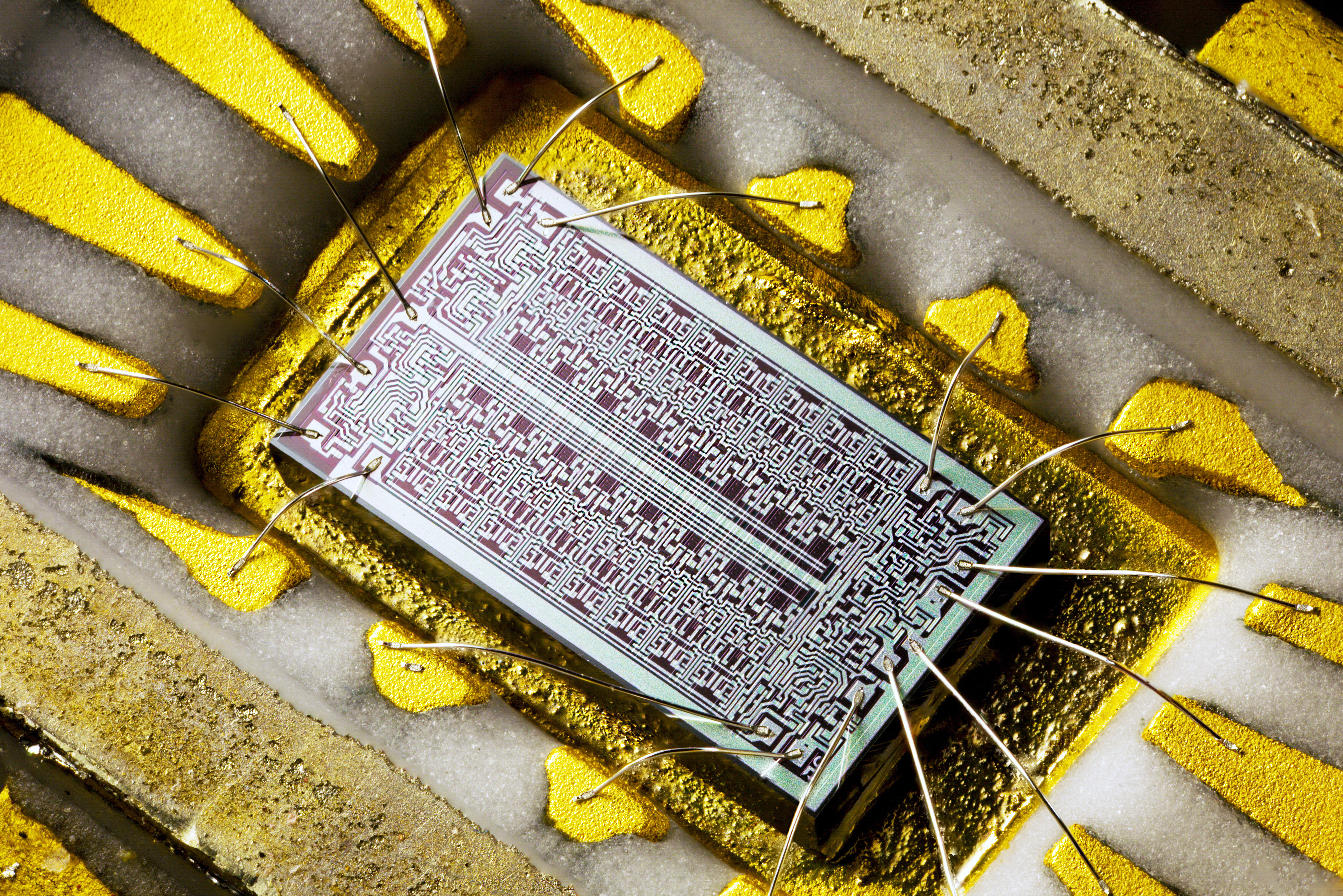
Conexiunile făcute între terminale și cristalul de siliciu la un circuit încapsulat de tip CERDIP

Corpul (carcasa) unui DIP care conține un cip IC este de obicei realizat din plastic turnat sau ceramică. Natura ermetică a unei carcase ceramice este preferată pentru dispozitivele ce necesită o fiabilitate extrem de ridicată. Cu toate acestea, marea majoritate a DIP-urilor sunt fabricate printr-un proces de turnare termorigid, în care un compus epoxidic este încălzit și transferat sub presiune intr-o matriță pentru a încapsula dispozitivul. 
În ultima perioadă capsulele tip DIP au fost înlocuite în cea mai mare parte de tipurile de capsule montate pe suprafață (SMD), care evită cheltuielile de găurire într-un PCB și care permit o densitate mai mare a interconexiunilor.
În interiorul pachetului DIP, jumătatea inferioară are conexiunile încorporate, sub forma unor trasee din tablă subțire, iar în centrul pachetului este un spațiu dreptunghiular, o cameră sau un gol în care este cimentată pastila de siliciu. Pinii exteriori ai capsulei se extind pe diagonală prin aceste trasee în interiorul pachetului, plecând de la pozițiile lor periferice externe și ajung până la puncte amplasate de-a lungul unui perimetru dreptunghiular care înconjoară cristalul, traseele înclinându-se pe măsură ce se îndreaptă spre zona de lipire pentru a deveni contacte către cip. Pentru a face legaturile electrice între cip si conexiunile din tablă se utilizează fire de legătură ultrafine (abia vizibile cu ochiul uman), care sunt sudate între contactele periferice ale cristalului și terminalele de legătură, conectând câte un fir la fiecare terminal de legătură și realizând conexiunea finală între microcircuite și pinii DIP externi.
Firele de legătură interne nu sunt de obicei întinse, la lipire se montează prin ridicare ușor în sus pentru a permite un anumit grad de libertate, necesar expansiunii și contracției termice a materialelor la încălzirea din timpul funcționării. Precauția luată este necesară, deoarece dacă un singur fir de legătură se rupe sau se detașează, întregul circuit integrat poate deveni inutil. Partea superioară a pachetului acoperă toată această asamblare delicată fără a zdrobi firele de legătură, protejându-l de contaminarea cu materiale străine.

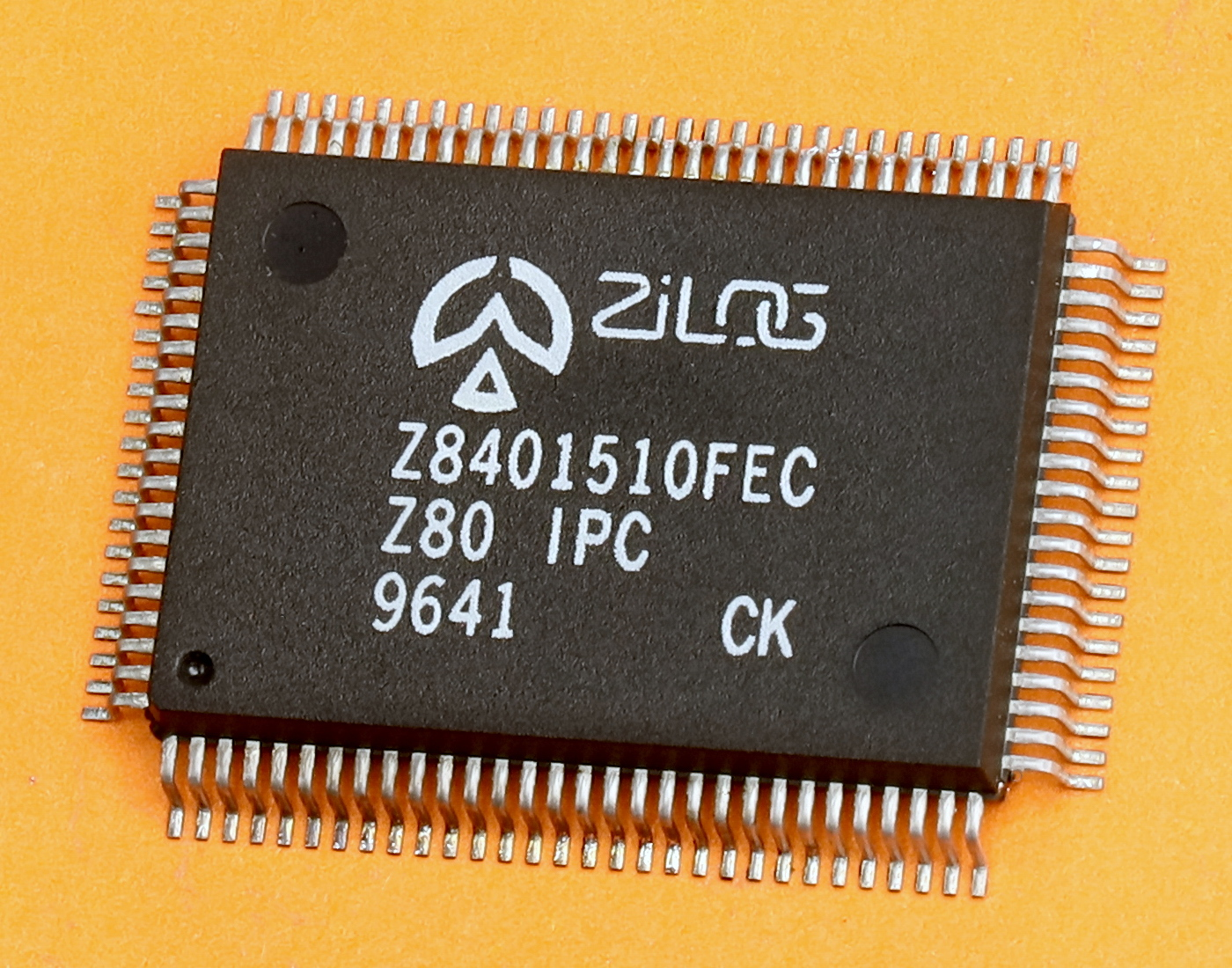
Circuit încapsulat de tip SOIC(Small Outline IC)

Pinii de legatură ies prin părțile mai lungi ale pachetului și sunt dirijați în jos de-a lungul axului central, paralel cu planurile de sus și de jos ale pachetului și sunt îndoiți în jos aproximativ 90 de grade (sau mai puțin), lăsându-i ușor înclinați spre exterior față de linia centrală a corpului pachetului. 
La încapsularea de tip SOIC, pachetul SMD care seamănă cel mai mult cu un DIP obișnuit, aranjarea traseelor este în esență cam același lucru, în ciuda dimensiunilor mai mici pentru capsulele SOIC, cu excepția faptului că la acest tip de încapsulare, după ce au fost îndoiți la exterior, pinii sunt îndoiți din nou în sus cu un unghi egal pentru a deveni paraleli cu planul inferior al pachetului. (Acești pini vor fi lipiți pe suprafața PCB-ului, deci nu necesita o lungime mare pentru a trece prin găuri.)
În ambalajele ceramice (CERDIP), se folosește o rășină epoxidică sau un chit pentru a sigila împreună cele două jumătăți ermetic, oferind o etanșare sigură la aer și umiditate, pentru a proteja pastila IC din interior. Ambalajele din plastic DIP (PDIP) sunt de obicei sigilate prin topirea sau cimentarea jumătăților de plastic în jurul conexiunilor, dar prin acest procedeu nu se obține un grad ridicat de ermeticitate, deoarece plasticul în sine este de obicei oarecum poros la umezeală și atunci procesul nu poate asigura o etanșare microscopică foarte bună între legăturile metalice și plasticul în toate punctele din jurul perimetrului format. Cu toate acestea, cip-ul intern este păstrat suficient de bine pentru ca dispozitivul să poată funcționa într-un mediu controlat, în mod fiabil, timp de decenii.

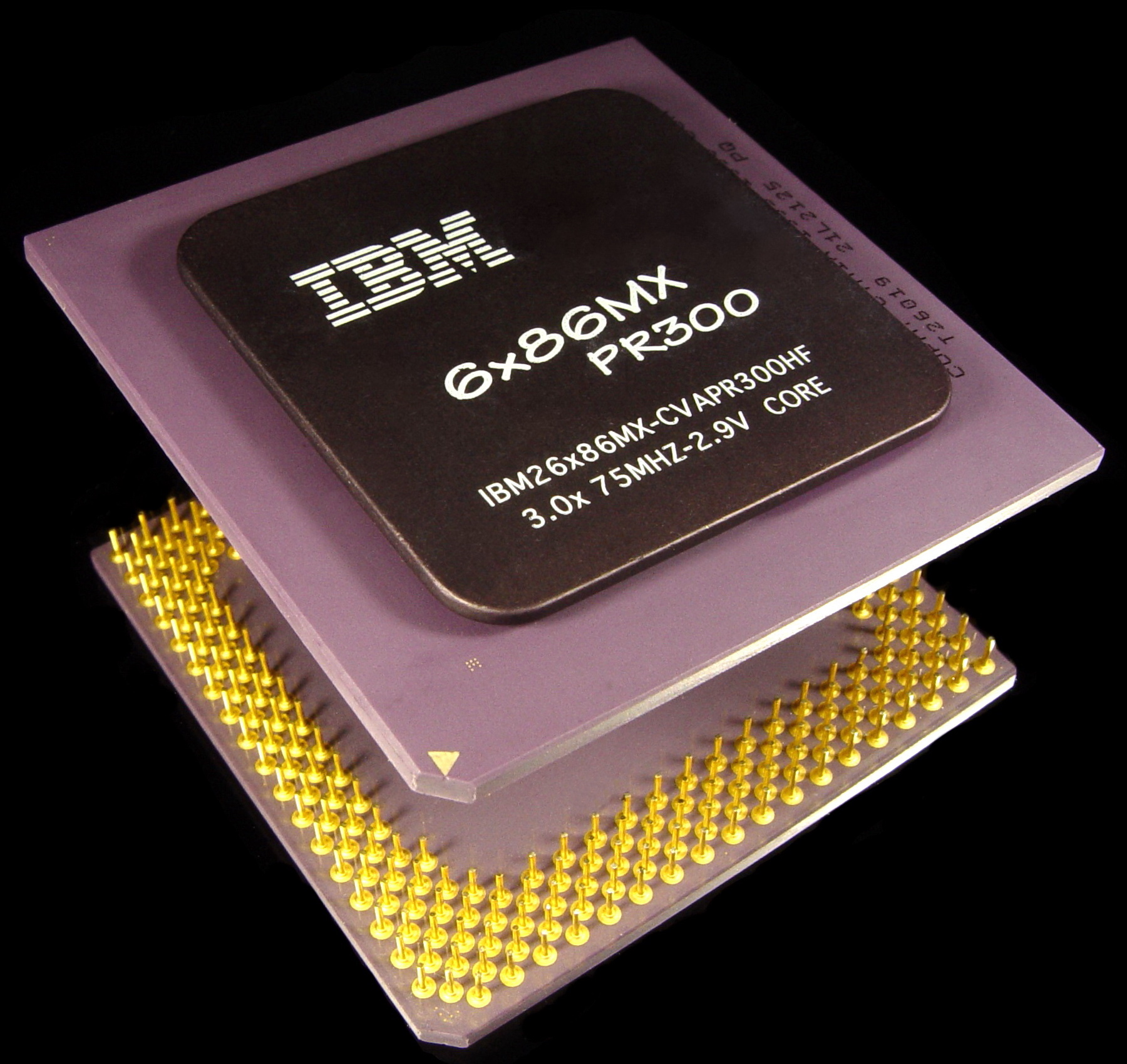
Circuit încapsulat de tip Pin Grid Array (PGA)

De obicei, pe exteriorul circuitului sunt tipărite deasupra pachetului coduri alfanumerice și uneori pentru a identifica producătorul și tipul acestuia, un logo al companiei, data când a fost fabricat circuitul (de obicei ca un număr de an și o săptămână), uneori și locul unde a fost fabricat sau alte informații proprietare (numere ale variantelor produse, coduri de producție ale fabricii sau alte coduri de identificare).
Necesitatea de a așeza toate cablurile într-un model practic radial într-un singur plan, de la perimetrul matriței la două rânduri la periferia pachetului, este principalul motiv pentru care pachetele DIP cu un număr mai mare de cabluri trebuie să aibă o distanță mai mare între rândurile de trasee și limitează efectiv numărul de conexiuni pe care le poate avea practic un pachet DIP. Chiar și pentru un chip foarte mic cu multe conexiuni de legătură (de exemplu, un cip cu 15 inversoare, care necesită 32 de pini), ar fi totuși necesar un DIP mai larg pentru a găzdui firele radiante în interior. Acesta este unul dintre motivele pentru care au fost introduse capsule cu patru laturi și mai multe rânduri, cum ar fi PGA-urile (introduse pe la începutul anilor 1980).